# 479 (số)
479 (bốn trăm bảy mươi chín) là một số tự nhiên ngay sau 478 và ngay trước 480.